# Papaipema unimoda
Papaipema unimoda é uma espécie de mariposa da família Noctuidae. Pode ser encontrada no nordeste dos Estados Unidos e no sul do Canadá, a leste das Montanhas Rochosas.